# Funció signe
En matemàtiques, la funció signe és la funció que assigna a cada nombre real el seu signe (+1, -1 o 0). És una funció definida a trossos, que obté el signe de qualsevol nombre real que es prengui com entrada. Es representa generalment mitjançant {\displaystyle \operatorname {sgn}(x)}, i no s'ha de confondre amb la funció sinus {\displaystyle \sin(x)} o la funció sinus hiperbòlic {\displaystyle \sinh(x)} o {\displaystyle sh(x)}.

## Definicions

Funció signe representada en un pla cartesià.

La funció signe té com a domini de definició {\displaystyle \mathbb {R} } (el conjuint dels nombres reals) i com a imatge el conjunt {\displaystyle \{-1,0,1\}}.
{\displaystyle {\begin{array}{rccl}\operatorname {sgn} :&\mathbb {R} &\to &\{-1,0,1\}\\&x&\to &y=\operatorname {sgn}(x)\end{array}}}
A partir d'aquí, i per tal d'obtenir la funció signe, trobem entre les definicions possibles les següents.

### Definició directa
La definició més usual és per trossos:
{\displaystyle \operatorname {sgn}(x):=\left\{{\begin{matrix}1,&{\mbox{si }}x>0\\0,&{\mbox{si }}x=0\\-1,&{\mbox{si }}x<0\end{matrix}}\right.}

### A partir de la funció valor absolut

#### Com a derivada
Sigui {\displaystyle {|x|}} la funció valor absolut sobre {\displaystyle x} (que recordem està definida sobre {\displaystyle \mathbb {R} \backslash \{0\}} i no pas sobre {\displaystyle \mathbb {R} }) i sigui {\displaystyle {\dfrac {d|x|}{dx}}} la seva derivada. Aleshores podem definir
{\displaystyle \operatorname {sgn}(x):=\left\{{\begin{matrix}{\dfrac {d|x|}{dx}},&{\mbox{si }}x\neq 0\\0,&{\mbox{si }}x=0\end{matrix}}\right.}

#### Com a quocient
Sigui {\displaystyle {|x|}} la funció valor absolut sobre {\displaystyle x} (que recordem està definida sobre {\displaystyle \mathbb {R} \backslash \{0\}} i no pas sobre {\displaystyle \mathbb {R} }). Aleshores podem definir
{\displaystyle \operatorname {sgn}(x):=\left\{{\begin{matrix}{\dfrac {x}{|x|}},&{\mbox{si }}x\neq 0\\0,&{\mbox{si }}x=0\end{matrix}}\right.}

### A partir de la funció esglaó unitari
Sigui {\displaystyle {u(x)}} la funció esglaó de Heaviside o funció esglaó unitari (coneguda en anglès com Heaviside Step) que pren els valors
{\displaystyle u(x)=\left\{{\begin{matrix}1,&{\mbox{si }}x>0\\{\frac {1}{2}},&{\mbox{si }}x=0\\0,&{\mbox{si }}x<0\end{matrix}}\right.}
Aleshores, podem definir
{\displaystyle \operatorname {sgn}(x):=2u(x)-1}

### Amb claudàtors d'Iverson
Una definició senzilla de la funció signe a partir de claudàtors d'Iverson és {\displaystyle \operatorname {sgn} {(x)}:=[x>0]-[x<0]}.

### A partir de les funcions de part entera i de valor absolut
Fent servir la funció de part entera de {\displaystyle x}, {\displaystyle \lfloor x\rfloor } i la funció valor absolut de {\displaystyle x}, {\displaystyle |x|}, podem definir
{\displaystyle \ \operatorname {sgn}(x)={\Bigg \lfloor }{\frac {x}{|x|+1}}{\Bigg \rfloor }-{\Bigg \lfloor }{\frac {-x}{|-x|+1}}{\Bigg \rfloor }}.

## Propietats

La funció signe no és contínua a x = 0.

- La funció signe és una funció imparella, és a dir:

{\displaystyle \operatorname {sgn}(-x)=-\operatorname {sgn}(x)\qquad \forall {x}\in \mathbb {R} \,.}
- Tot nombre real {\displaystyle x} es pot expressar com a producte del seu valor absolut i la funció signe avaluada en {\displaystyle x}, és a dir:

{\displaystyle x=\operatorname {sgn}(x)\cdot |x|\,\qquad \forall x\in \mathbb {R} \,.}
- La funció signe és la derivada de la funció valor absolut en {\displaystyle \mathbb {R} \backslash \{0\}}, és a dir

{\displaystyle {d|x| \over dx}=\operatorname {sgn}(x)\qquad \forall x\neq 0\,.}
- La funció signe és derivable amb derivada 0 per tot el seu domini excepte en el valor 0. No és derivable en 0 en el sentit ordinari de derivada, però sota una noció més general de derivada dins de la teoria de distribucions, la derivada de la funció signe és dues vegades la funció delta de Dirac,[2] és a dir

{\displaystyle {d\ \operatorname {sgn}(x) \over dx}=2\delta (x)\,.}
on {\displaystyle \delta (x)} és l'esmentada funcìó delta de Dirac.
- La funció signe és el límit de la següent successió de funcions

{\displaystyle {f}_{k}(x)=\tanh(kx)}
on {\displaystyle \tanh(x)} és la funció tangent hiperbòlica de {\displaystyle x}. Per tant, podem expressar
{\displaystyle \lim _{k\to \infty }\tanh(kx)=\operatorname {sgn}(x)\,.}
Òbviament la convergència en aquest últim cas no és  uniforme, és només  puntual.
- La funció {\displaystyle f(x,\epsilon )={\frac {x}{\sqrt {{x}^{2}+{\epsilon }^{2}}}}} tendeix a la funció signe de {\displaystyle x} quan {\displaystyle \epsilon } tendeix a zero. És a dir:

{\displaystyle \lim _{\epsilon \to 0}f(x,\epsilon )={\frac {x}{\sqrt {{x}^{2}+{\epsilon }^{2}}}}=\operatorname {sgn} {(x)}\qquad x\in \mathbb {R} }.
- La funicó signe és també el producte de l'arrel quadrada de tot nombre real diferent de zero per l'arrel quadrada del seu invers,[1] és a dir:

{\displaystyle \operatorname {sgn}(x)={\sqrt {x}}\cdot {\sqrt {1 \over x}}\qquad \forall x\neq 0\,.}

## Generalitzacions aC{\displaystyle \mathbb {C} }

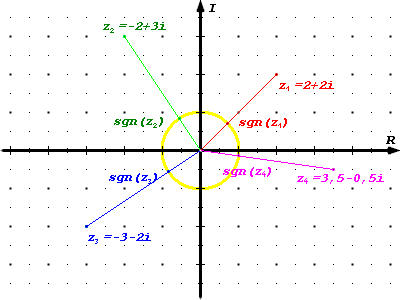
Generalització de la funció signe a. A la imatge es pot apreciar que coincideix amb el punt del cercle unitat del pla complex més proper a.

La funció signe se sol generalitzar al conjunt dels nombres complexos com a:
{\displaystyle \operatorname {sgn}(x)=\left\{{\begin{matrix}{\frac {z}{|z|}},&{\mbox{si }}z\neq 0\\0,&{\mbox{si }}z=0\end{matrix}}\right.}
D'aquesta manera, per tot {\displaystyle z\neq 0}, el signe d'un nombre complex {\displaystyle z} és el punt del cercle unitat del pla complex més proper a {\displaystyle z}. Per tant, tenim que
{\displaystyle \operatorname {sgn}(z)=e^{i\arg {(z)}}\qquad \forall z\in \mathbb {C} \backslash \{0\}\,,}
on {\displaystyle \arg {(z)}} és la funció argument complex.
La tria de {\displaystyle \operatorname {sgn}(0)=0} en la generalització pels nombres complexos es basa fonamentalment en dotar la funció de coherència amb la seva versió sobre els nombres reals. De no fer-ho, Rich i Jeffrey proposen interpretar {\displaystyle \operatorname {sgn}(0)} com un punt no especificat del cercle unitat del pla complex.
Una altra generalització de la funció signe a {\displaystyle \mathbb {C} } és la funció {\displaystyle \operatorname {csgn} (z)} per {\displaystyle z\in \mathbb {C} } que es defineix com:
{\displaystyle \operatorname {csgn} (z)={\begin{cases}\operatorname {sgn}(\mathrm {Re} (z))&{\text{si }}\mathrm {Re} (z)\neq 0,\\\operatorname {sgn}(\mathrm {Im} (z))&{\text{si }}\mathrm {Re} (z)=0\end{cases}}\qquad ={\begin{cases}1&{\text{si }}\mathrm {Re} (z)>0,\\-1&{\text{si }}\mathrm {Re} (z)<0,\\\operatorname {sgn}(\mathrm {Im} (z))&{\text{si }}\mathrm {Re} (z)=0\end{cases}}}
on {\displaystyle \mathrm {Re} (z)} és la part real de {\displaystyle z} i {\displaystyle \mathrm {Im} (z)} és la part imaginària de {\displaystyle z}.
Amb aquesta definició tenim les següents propietats:
- Coincidència amb la funció signe sobre els reals, és a dir:

{\displaystyle \operatorname {csgn} (x)=\operatorname {sgn}(x)\qquad \forall x\in \mathbb {R} }
- {\displaystyle \operatorname {csgn} (z)={\frac {z}{\sqrt {z^{2}}}}={\frac {\sqrt {z^{2}}}{z}}\qquad \forall z\in \mathbb {C} \backslash \{0\}}.

## Distribució signe
En el context de les funcions generalitzades o distribucions, es pot definir la distribució signe {\displaystyle \varepsilon {(x)}} tal que {\displaystyle {\varepsilon {(x)}}^{2}=1\quad \forall x\in \mathbb {R} }, per tant també en {\displaystyle x=0} (a diferència del que passa amb la funció signe, que pren valor {\displaystyle \operatorname {sgn} {(0)}=0}). La construcció d'aquesta funció signe generalitzada {\displaystyle \varepsilon {(x)}} permet la construcció d'una àlgebra de funcions generalitzades, però a costa de perdre la commutativitat. En particular, la funció sigma generalitzada {\displaystyle \varepsilon {(x)}} anticommuta amb la funció delta de Dirac:
{\displaystyle \varepsilon {(x)}\delta {(x)}+\delta {(x)}\varepsilon {(x)}=0~}.
Una altra contrapartida és que {\displaystyle \varepsilon {(x)}} no pot avaluar-se en {\displaystyle x=0} mentre que la funció signe sí, amb {\displaystyle \operatorname {sgn} {(0)}=0}.